# NGC 1445
NGC 1445 é uma galáxia elíptica (E) localizada na direcção da constelação de Eridanus. Possui uma declinação de -09° 51' 21" e uma ascensão recta de 3 horas, 44 minutos e 56,2 segundos.
A galáxia NGC 1445 foi descoberta em 1886 por Frank Müller.